# Autópálya M15
Autópálya M15 (ungarisch für ,Autobahn M15‘) ist seit Ende 2019 eine vierspurige Autobahn in Ungarn. Sie verbindet das ungarische mit dem slowakischen Autobahnnetz.

## Verlauf
Die Autobahn zweigt bei Mosonmagyaróvár von der Autobahn M1 ab, die von Budapest zur österreichischen Grenze und dann als A4 weiter nach Wien führt. Sie erreicht die slowakische Grenze westlich des Ortes Rajka und bindet dort an die slowakische Autobahn D2 an, die über Bratislava zur tschechischen Grenze und im weiteren Verlauf als Dálnice 2 (D2) weiter nach Brünn (Brno) führt. Die M15 ist trotz ihrer geringen Länge von 15 Kilometern eine wichtige Transitverbindung. Sie wird vor allem im Reiseverkehr zwischen dem Osten Deutschlands und dem Plattensee genutzt, aber auch von vielen Lastwagen im internationalen Güterfernverkehr zwischen Westeuropa und Südosteuropa, da viele den Umweg über Tschechien und die Slowakei nehmen, um die höhere Autobahnmaut in Deutschland und Österreich zu umgehen.
Die M15 wurde am 18. Dezember 2019 zweibahnig eröffnet, nachdem sie seit 1998 einbahnig in Betrieb war. Die Planung für den zweibahnigen Ausbau sollte vollständig bis Dezember 2014 fertiggestellt sein. Die Umweltverträglichkeitsprüfung war seit November 2014 rechtskräftig. Mit einem Abschluss der Bauarbeiten wurde Anfang 2020 gerechnet. Die Eröffnung erfolgte vorfristig.

## Streckenfreigaben
| Abschnitt                                       | Länge   | Inbetriebnahme                                                                    |
| ----------------------------------------------- | ------- | --------------------------------------------------------------------------------- |
| Autobahndreieck M1 – Slowakische Grenze (Rajka) | 15,0 km | 23. Juni 1998 (teilweise 1. Fahrbahn) 18. Dezember 2019 (vollständig 2. Fahrbahn) |

## Abschnitte als Europastraße
Folgende Europastraßen verlaufen entlang der Autópálya M15:
- E 65: Slowakische Grenze–Autobahnkreuz M1
- E 75: Slowakische Grenze–Autobahnkreuz M1

## Verkehrsaufkommen
Es zweigt von der Autobahn M1 ab und führt in Richtung Rajka, Bratislava, Prag, Dresden, Berlin.
Durchschnittlicher täglicher Verkehr auf der Autobahn
| Abschnitt                     | DTV    |
| ----------------------------- | ------ |
| Budapest (Kreuz M1 – Levél)   | 22.190 |
| Rajka (Rajka – Grenzübergang) | 23.376 |

## Gebührenpflichtige Strecken
Die M15 ist auf voller Länge mautpflichtig. Seit dem 1. Januar 2015 kann die Autobahn M15 mit einem nationalen E-Aufkleber oder der komitatsweit geltenden Vignette Győr-Moson-Sopron benutzt werden.